# Joinville Esporte Clube
El Joinville Esporte Clube es un club de fútbol brasileño, de la ciudad de Joinville en Santa Catarina. Fue fundado en 1976 y actualmente juega en el Campeonato Catarinense.

## Historia
El Joinville Esporte Clube nace en 1976 de la fusión del América Futebol Clube y Caxias Futebol Clube, ambos clubes de la ciudad de Joinville. La época de Oro del club fue cuando el club ganó ocho campeonatos estatales consecutivamente (desde 1978 a 1985).[cita requerida]
La mayor victoria del Joinville fue el 31 de octubre de 1976, cuando goleó al Ipiranga de Tangará 11-1 en el Estádio Municipal de Tangará.
Joinville es el tercer club más exitoso en Santa Catarina, en términos de títulos de campeonato (12), detrás de Avaí FC (16) y Figueirense (16).[cita requerida]
El club ganó la Copa Santa Catarina en el año 2009, y, a continuación, la Recopa Sul-Brasileira en el mismo año, después de vencer a Serrano Centro-Sul por 3-2 en la final. ganó la Copa Santa Catarina nuevamente en el año 2011. Joinville también ganó la Serie C en el año 2011, tras derrotar al CRB por 3-1 y 4-0 en la final. El club ganó la Copa Santa Catarina por tercera vez en el año 2012. En el año 2014, el club ganó la Serie B, volviendo al Brasileirão después de 29 años de ausencia el 2015.

## Estadio
El Arena Joinville es un estadio multipropósito ubicado en la ciudad de Joinville, en el estado de Santa Catarina, en Brasil. Tiene una capacidad para 22 400 personas y es el campo del club Joinville Esporte Clube, que juega en la Serie B de Brasil.

## Rivales
Los mayores rivales del Joinville son el Chapecoense, Avaí FC, Figueirense y el Criciúma. Con este último disputa uno de los más grandes clásicos del estado, el Clásico del Interior (o Clásico Norte-Sur), una rivalidad regional que viene a partir de la década de 1970.[cita requerida]

## Entrenadores
- Velha (1980)[9]
- Agenor Piccinin (febrero de 2008–octubre de 2008)[10][11]
- Leandro Campos (octubre de 2008–febrero de 2009)[11][12]
- Pingo (interino- febrero de 2009)[12]
- Gelson da Silva (febrero de 2009–abril de 2009)[13][14]
- Sergio Ramírez (abril de 2009–marzo de 2010)[15][16]
- Argel Fucks (febrero de 2012–mayo de 2012)[17]
- Leandro Campos (mayo de 2012–octubre de 2012)[18][19]
- Arthur Neto (noviembre de 2012–marzo de 2013)[20][21]
- Arturzinho (marzo de 2013–julio de 2013)[22][23]
- Ricardo Drubscky (julio de 2013–octubre de 2013)[24][25]
- Sergio Ramírez (octubre de 2013–diciembre de 2013)[26][27]
- Hemerson Maria (enero de 2014–junio de 2015)[28][29]
- PC Gusmão (julio de 2015–febrero de 2016)[30][31]
- Hemerson Maria (febrero de 2016–junio de 2016)[32][33]
- Fabinho Santos (interino- junio de 2016–julio de 2016)[33][34]
- Lisca (julio de 2016–septiembre de 2016)[35][36]
- Ramon Menezes (septiembre de 2016–noviembre de 2017)[37][38]
- Fabinho Santos (diciembre de 2016–junio de 2017)[39][40]
- Pingo (junio de 2017–septiembre de 2017)[41][42]
- Rogério Zimmermann (septiembre de 2017–marzo de 2018)[43][44]
- Matheus Costa (marzo de 2018–mayo de 2018)[45]
- Márcio Fernandes (mayo de 2018–julio de 2018)[46][47][48]
- Pedrinho Maradona (interino- julio de 2018–agosto de 2018)[48][49]
- Wagner Lopes (agosto de 2018–octubre de 2018)[50][51]
- Pedrinho Maradona (interino- octubre de 2018)[51]
- Zé Teodoro (octubre de 2018–marzo de 2019)[52][53]
- Danilo Portugal (interino- marzo de 2019)[53]
- Felipe Surian (marzo de 2019–mayo de 2019)[54][55]
- Danilo Portugal (mayo de 2019–junio de 2019)[56][57]
- Pedrinho Maradona (agosto de 2019–octubre de 2019)[58]
- Fabinho Santos (octubre de 2019–noviembre de 2020)[59][60]
- Leandro Zago (abril de 2021–octubre de 2021)[61][62]
- Elizeu Ferreira (interino- octubre de 2021–noviembre de 2021)[62]
- Paulo Massaro (noviembre de 2021–enero de 2022)[63][64]
- Elizeu Ferreira (interino- enero de 2022)[64]
- Gilmar Dal Pozzo (enero de 2022–marzo de 2022)[65][66]
- Jerson Testoni (junio de 2022–noviembre de 2022)[67][3]
- Júlio César Nunes (noviembre de 2022–enero de 2023)[68][69]
- Marcelo Martelotte (enero de 2023–mayo de 2023)[70][71]
- Fabinho Santos (junio de 2023–marzo de 2024)[72][73]
- Ney Franco (julio de 2024–octubre de 2024)[74][75]
- Hemerson Maria (octubre de 2024–presente)[4]

## Datos del club
- Participaciones en la Copa Sudamericana: 1 (2015)

Mejor posición: Segunda fase (2015)

## Participaciones internacionales
| Competencia           | Edición |
| --------------------- | ------- |
| Copa Sudamericana (1) | 2015.   |

### Por competición
| Torneo            | TJ | PJ | PG | PE | PP | GF | GC | DG | Puntos |
| ----------------- | -- | -- | -- | -- | -- | -- | -- | -- | ------ |
| Copa Sudamericana | 1  | 2  | 0  | 0  | 2  | 0  | 3  | -3 | 0      |
| Total             | 1  | 2  | 0  | 0  | 2  | 0  | 3  | -3 | 0      |

## Palmarés

### Torneos Nacionales Oficiales (2)
| Competición Nacional | Títulos | Subtítulos |
| -------------------- | ------- | ---------- |
| Serie B (1/0)        | 2014    |            |
| Serie C (1/0)        | 2011    |            |

### Torneos Regionales Oficiales (1)
| Competición Regional       | Títulos | Subtítulos |
| -------------------------- | ------- | ---------- |
| Recopa Sul-Brasileña (1/0) | 2009    |            |

### Torneos Estaduales Oficiales (18)
| Competición Estadual          | Títulos                                                                | Subtítulos                               |
| ----------------------------- | ---------------------------------------------------------------------- | ---------------------------------------- |
| Campeonato Catarinense (12/7) | 1976, 1978, 1979, 1980, 1981, 1982, 1983, 1984, 1985, 1987, 2000, 2001 | 1989, 1990, 1996, 2006, 2010, 2014, 2016 |
| Copa Santa Catarina (5/4)     | 2009, 2011, 2012, 2013, 2020                                           | 1995, 2007, 2008, 2010                   |
| Recopa Catarinense (1/0)      | 2021                                                                   |                                          |